# Denman Arena
Denman Arena var en arena i Vancouver, British Columbia, åren 1911–1936. Bygget av Denman Arena finansierades av bröderna Lester och Frank Patrick för att användas av deras ishockeylag Vancouver Millionaires i ligan Pacific Coast Hockey Association. Även New Westminster Royals från grannstaden New Westminster spelade sina hemmamatcher i PCHA i arenan under de tre säsonger laget var verksamt. Vancouver Millionaires vann Stanley Cup i arenan 1915 sedan laget besegrat Ottawa Senators från NHA i finalserien med 3-0 i matcher.
Denman Arena, som låg placerad på Denman Street i Vancouvers West End vid Coal Harbours inlopp, färdigställdes 1911 till en kostnad av 300 000 dollar och tog 10 500 åskådare, vilket vid tiden för färdigställandet gjorde den till en av världens största inomhusarenor. Arenan förstördes i en brand i augusti 1936.